# Jane Byrne
Jane Margaret Byrne (de soltera Burke; 24 de mayo de 1933 - 14 de noviembre de 2014)fue una política estadounidense que ocupó el cargo de 50.ª alcaldesa de Chicago desde el 16 de abril de 1979 hasta el 29 de abril de 1983Antes de ser alcaldesa, Byrne fue comisionada de ventas al consumidor de Chicago desde 1969 hasta 1977, siendo la única mujer en el gabinete de la alcaldía.
Byrne ganó las elecciones a la alcaldía de Chicago el 3 de abril de 1979, convirtiéndose en la primera alcaldesa de la ciudad, y provocando una conmoción en la maquinaria política de la ciudad. Fue la primera mujer elegida alcaldesa de una gran ciudad de Estados Unidos, ya que Chicago era la segunda ciudad más grande de Estados Unidos en aquel momento. Perdió por un estrecho margen su candidatura a la reelección en las primarias demócratas de las elecciones a la alcaldía de Chicago de 1983. Tras intentar de nuevo la nominación del partido en 1987, dio su apoyo a Harold Washington.

## Primeros años y carrera
Byrne nació como Jane Margaret Burke el 24 de mayo de 1933, en el hospital John B. Murphy del barrio de Lake View, en la zona norte de Chicago (Illinois), hija de Katherine Marie Burke (de soltera Nolan), ama de casa, y William Patrick Burke, vicepresidente de Inland Steel. Criada en la zona norte de la ciudad, Byrne se graduó en el colegio Saint Scholastica y cursó el primer año de universidad en St. Más tarde se trasladó al Barat College, donde se licenció en Química y Biología en 1955. Byrne entró en política como voluntaria en la campaña presidencial de John F. Kennedy en 1960. Durante esa campaña conoció al entonces alcalde de Chicago , Richard J. Daley. Después de que Daley conociera a Byrne, la nombró para varios puestos, empezando en 1964 con un trabajo en un programa municipal contra la pobreza. En junio de 1965, fue ascendida y trabajó con el Comité de Oportunidades Urbanas de Chicago
En 1968, Byrne fue nombrada jefa del departamento de asuntos del consumidor de la ciudad de Chicago Fue delegada en la Convención Nacional Demócrata (DNC) de 1972 y presidenta del comité de resoluciones de la DNC en 1973. En 1975, Daley la nombró copresidenta del Comité Central Demócrata del condado de Cook, a pesar de la oposición de la mayoría de los líderes demócratas. El comité destituyó a Byrne poco después de la muerte de Daley, a finales de 1976. Poco después, Byrne acusó al recién nombrado alcalde Michael Bilandic de ser injusto con los ciudadanos de la ciudad al aprobar un aumento de las tarifas reguladas de los taxis, que Byrne acusó de ser el resultado de un "acuerdo de trastienda".Byrne fue entonces destituida de su cargo de responsable de asuntos de consumo por Bilandic.

## Alcalde de Chicago (1979-1983)

### Elecciones de 1979
Meses después de su despido como jefa del departamento de asuntos del consumidor, Byrne desafió a Bilandic en las primarias demócratas a la alcaldía de 1979, la verdadera contienda en el fuertemente demócrata Chicago. Byrne anunció oficialmente su campaña a la alcaldía en agosto de 1977 y se asoció con el periodista y consultor político de Chicago Don Rose, que ejerció de director de campaña.Al principio, los observadores políticos creían que tenía pocas posibilidades de ganar. Un memorándum interno de la campaña de Bilandic decía que ésta debía presentarla como "una persona estridente, acusadora y vengativa, y nada hace parecer peor a una mujer"Sin embargo, la ventisca de Chicago de enero de 1979 paralizó la ciudad y provocó que Bilandic fuera vista como una líder ineficaz. Jesse Jackson apoyó a Byrne. Muchos votantes republicanos votaron en las primarias demócratas para derrotar a Bilandic. Los enfurecidos votantes del North Side y el Northwest Side tomaron represalias contra Bilandic por haber presentado el Partido Demócrata únicamente candidatos del South Side para la alcaldía, la secretaría y la tesorería (el secretario municipal saliente, John C. Marcin, era del Northwest Side). Estos cuatro factores se combinaron para dar a Byrne una victoria del 51% frente al 49% de Bilandic en las primarias. Posicionándose como reformista, Byrne ganó las elecciones generales con el 82,1% de los votos, el mayor margen en unas elecciones a la alcaldía de Chicago.

### Titularidad

#### Liderazgo y política general

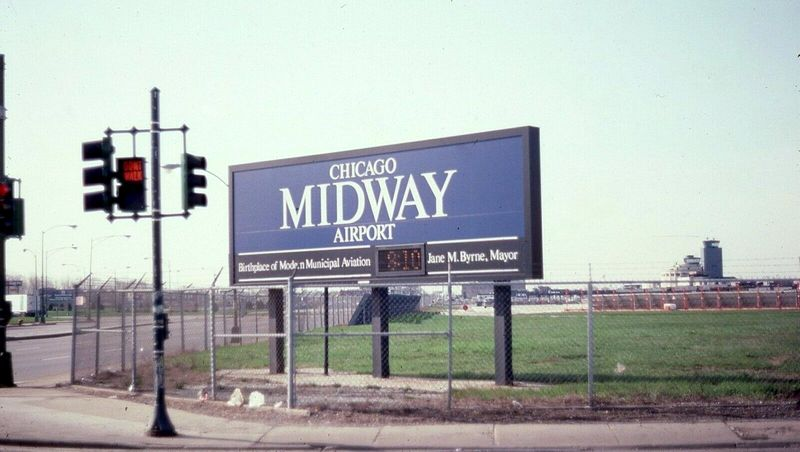
Cartel de principios de los 80 en el aeropuerto de Midway en el que figura Byrne como alcalde de la ciudad.

Como alcaldesa, Byrne tomó medidas integradoras, como la contratación de la primera mujer afroamericana y superintendente escolar de la ciudad , Ruth B. Love,y fue la primera alcaldesa en reconocer a la comunidad gay. Byrne contribuyó a que Chicago fuera más acogedora para la comunidad gay, puso fin a la práctica del departamento de policía de hacer redadas en bares gais y declaró el primer "Día del Desfile del Orgullo Gay" oficial de la ciudad en 1981.Sin embargo, durante su mandato, Byrne se alejó de muchos de los principios progresistas con los que había hecho campaña. Byrne empezó a colaborar con concejales como Edward M. Burke y Edward Vrdolyak, a quienes, durante su campaña de 1979, había denunciado como una "cábala maligna".
En 1982, apoyó que el Partido Demócrata del condado de Cook sustituyera a su presidente , el presidente de la junta del condado George Dunne, por su aliado en el ayuntamiento, el concejal Edward Vrdolyak.
Byrne y el Partido Demócrata del condado de Cook apoyaron al senador Ted Kennedy para la presidencia en 1980, pero el actual presidente Jimmy Carter ganó las primarias demócratas de Illinois e incluso el condado de Cook y la ciudad de Chicago. El apoyo de Byrne a Kennedy se consideró posteriormente perjudicial debido a su controvertido mandato, y la derrota de Kennedy en la ciudad fue un momento clave en las primarias presidenciales del Partido Demócrata de 1980 debido al papel de Chicago en la entrega a su hermano John F. Kennedy de la candidatura presidencial demócrata de 1960. Cuando Byrne y Kennedy participaron en el desfile anual del Día de San Patricio, a veces fueron abucheados.
Al mismo tiempo, Byrne y el candidato del Partido Demócrata del condado de Cook en las elecciones de 1980 para fiscal del estado del condado de Cook, el concejal del distrito 14 Edward M. Burke, perdieron las primarias demócratas frente a Richard M. Daley, que desbancó al republicano Bernard Carey en las elecciones generales.
El Chicago Sun Times informó de que los enemigos de Byrne se burlaban públicamente de ella como "esa loca" y "esa zorra flaca" y cosas peores.

#### Nombramientos y personal
En su primer año en el cargo, los críticos acusaron a Byrne de dirigir una "administración de puertas giratorias", debido a la gran rotación de personal en puestos destacados de la ciudad.
Aunque al principio Byrne adoptó medidas integradoras en los nombramientos como alcaldesa, como la contratación de la primera mujer afroamericana y superintendente escolar de la ciudad , Ruth B. Love, más tarde se alejó de esta idea.Entre las últimas medidas que Byrne adoptó y que molestaron a muchos de los progresistas y negros que la habían apoyado en su campaña a la alcaldía de 1979 fue la sustitución de los miembros negros de la Junta de Educación de Chicago y de la Junta de la Autoridad de la Vivienda de Chicago por miembros blancos, algunos de los cuales incluso mantenían posturas que los críticos consideraban racistas.
Durante las elecciones a la alcaldía de 1979, Byrne prometió despedir al superintendente del Departamento de Policía de Chicago , James E. O'Grady, acusándole de haber "politizado"el departamento Días después de su toma de posesión como alcaldesa, O'Grady dimitióEse mismo año, relevó del mando al superintendente interino, Joseph DiLeonardi, y nombró en su lugar a Samuel Nolan, Nolan fue el primer afroamericano al frente del Departamento de Policía de Chicago. En enero de 1980, Richard J. Brzeczek asumió el cargo de superintendente permanente, tras haber sido nombrado por Byrne. En su último día en el cargo, tras la dimisión de Brzeczek como superintendente, Byrne nombró a James E. O'Grady superintendente interino. Para entonces, Byrne había retirado sus críticas anteriores a O'Grady.
En 1980, Byrne nombró a William R. Blair comisionado de bomberos de Chicago.

#### Artes
Durante su campaña para la alcaldía, Byrne prometió apoyar firmemente las artes escénicas.Richard Christiansen , crítico de arte del Chicago Tribune, elogió a Byrne por haber hecho de "las artes y las diversiones de la ciudad una parte muy importante de su" gestión como alcaldesa.
Como alcaldesa, donó 200.000 dólares a la Ópera Lírica de Chicago con el fin expreso de que ofreciera espectáculos para toda la familia, y una cantidad similar al Teatro Auditorium para que adquiriera un nuevo sistema de iluminación.
Como alcaldesa, Byrne financió la construcción de la escultura Chicago del artista Joan Miró.
Byrne permitió que Chicago se utilizara como lugar de rodaje, lo que llevó a que películas como The Blues Brothers se rodaran en Chicago.

#### Cabrini-Green
El 26 de marzo de 1981, Byrne decidió mudarse al proyecto de viviendas Cabrini-Green Homes, situado en la zona norte de Chicago y asolado por la delincuencia, después de que se produjeran 37 tiroteos con 11 asesinatos durante un periodo de tres meses, de enero a marzo de 1981. En sus memorias de 2004, Byrne reflexionaba sobre su decisión de mudarse a Cabrini-Green: "¿Cómo podía poner a Cabrini en un mapa más grande? ... De repente supe que podía mudarme allí" Antes de mudarse a Cabrini, Byrne cerró varias licorerías de la zona, citándolas como lugares de reunión de bandas y asesinos. Byrne también ordenó a la Autoridad de la Vivienda de Chicago que desalojara a los inquilinos sospechosos de albergar a miembros de bandas en sus apartamentos, que sumaban aproximadamente 800 inquilinos. Byrne se mudó con su marido a un apartamento de la cuarta planta de un edificio de la extensión Cabrini, en North Sedgwick Avenue, el 31 de marzo hacia las 20.30 horas, después de asistir a una cena en el hotel Conrad Hilton. Horas después de que Byrne se mudara al proyecto de viviendas, la policía hizo una redada en el edificio y detuvo a once miembros de bandas callejeras que, según supieron gracias a informantes, planeaban celebrar un tiroteo en el edificio del alcalde esa misma noche. Byrne describió su primera noche allí como "encantadora" y "muy tranquila". Permaneció en Cabrini-Green durante tres semanas para llamar la atención sobre los problemas de delincuencia e infraestructuras del proyecto. Su estancia finalizó el 18 de abril de 1981, tras una celebración de Pascua en el proyecto que atrajo protestas y manifestantes que afirmaban que el traslado de Byrne al proyecto era sólo un truco publicitario.

#### Finanzas
Una de las crisis a las que se enfrentó Byrne en su primer año como alcaldesa fue una gran escasez de fondos tanto en el gobierno municipal como en el Consejo de Educación de Chicago (el consejo escolar de la ciudad). Esto se debió a prácticas de endeudamiento cuestionables en el pasado, y requirió recortes presupuestarios y nuevos préstamos.

#### Ordenanza sobre armas de fuego
En enero de 1982, Byrne propuso una ordenanza por la que se prohibía el registro de nuevas armas de fuego. La ordenanza se creó para congelar el número de armas de fuego de propiedad legal en Chicago y exigir a los propietarios de armas de fuego que las volvieran a registrar anualmente.La ordenanza fue aprobada por 6 votos a 1 en febrero de 1982. La ordenanza fue anulada por el Tribunal Supremo en el caso McDonald contra la ciudad de Chicago de 2010.

#### Organización de actos especiales
Byrne utilizó eventos especiales, como el ChicagoFest, para revitalizar el Navy Pier y el teatro del centro de Chicago. ChicagoFest se había celebrado por primera vez el año anterior a su elección. Uno de los primeros esfuerzos de Byrne como alcaldesa había sido, en cambio, un intento de cancelar futuras ediciones del evento. Pero, tras recibir quejas de ciudadanos y sindicatos, Byrne permitió que el festival siguiera celebrándose anualmente y lo rebautizó formalmente como "ChicagoFest de la alcaldesa Jane M. Byrne"Entre los festivales inaugurados durante su mandato figuraba Taste of Chicago.Byrne celebró una serie de eventos a menor escala en barrios de toda la ciudad, titulándolos con el prefijo "Mayor Byrne's". En 1980, Byrne anunció que la ciudad albergaría una carrera de automóviles de la Indy Car en Grant Park el fin de semana del 4 de julio del año siguiente. Sin embargo, tras las críticas recibidas, Byrne canceló rápidamente estos planes.

#### Trabajo
En su primer año en el cargo, tuvo que hacer frente a las huelgas de los sindicatos de trabajadores del transporte público, profesores de escuelas públicas y bomberos.

#### Transporte
Daley y Bilandic habían planeado demoler el ferrocarril elevado del Loop y sustituirlo por un metro. Byrne nombró una comisión que finalmente recomendó mantener el Loop, pero modernizándolo.
En 1981, Byrne disolvió el cuerpo de seguridad de la Chicago Transit Authority, transfiriendo sus funciones al Departamento de Policía de Chicago.

#### Otros asuntos
En noviembre de 1981, el Ayuntamiento de Chicago aprobó un nuevo mapa de redistribución de los distritos municipales, elaborado por el gobierno de Byrne. En 1984, el Tribunal de Apelación de los Estados Unidos dictaminó que el mapa violaba la Ley federal del Derecho al Voto de 1965.
El 11 de noviembre de 1981, Dan Goodwin, que había escalado con éxito la Torre Sears la primavera anterior, luchó por su vida en el lateral del John Hancock Center. William Blair, comisionado de bomberos de Chicago, había ordenado al Departamento de Bomberos de Chicago que detuviera a Goodwin dirigiendo hacia él una manguera de incendios a toda potencia y utilizando hachas incendiarias para romper los cristales de las ventanas que se interpusieran en el camino de Goodwin. El alcalde Byrne acudió al lugar y ordenó a los bomberos que se retiraran. Entonces, a través de una ventana del piso 38, le dijo a Goodwin, que colgaba de la fachada del edificio un piso más abajo, que aunque no estaba de acuerdo con que escalara el John Hancock Center, se oponía a que los bomberos lo tiraran al suelo. Byrne permitió que Goodwin continuara hasta la cima.
Byrne inició la idea de crear un campus museístico unificado a orillas del lago, que se puso en práctica tras su mandato como Museum Campus, así como la idea de renovar el Navy Pier, también puesta en práctica tras su mandato.
Byrne amplió el aeropuerto internacional O'Hare.

### Candidatura a la reelección
En agosto de 1982, Byrne decidió que se presentaría a un segundo mandato como alcaldesa. Al comienzo de su campaña de reelección, iba por detrás de Richard M. Daley, entonces fiscal del estado del condado de Cook, en un 3% en una encuesta realizada por el Chicago Tribune en julio de 1982En comparación con las elecciones a la alcaldía de 1979, en las que Byrne recibió el 59,3% del voto afroamericano, Byrne había perdido la mitad de ese voto.
Byrne fue derrotado en las primarias demócratas a la alcaldía de 1983 por Harold Washington, también político antimáquina y congresista afroamericano; el joven Daley quedó en un reñido tercer puesto.
Washington ganó las primarias demócratas con sólo el 36% de los votos; Byrne obtuvo el 33%. Washington ganó las elecciones generales.

### Valoraciones
Una encuesta realizada en 1993 por Melvin G. Holli, de la Universidad de Illinois en Chicago, entre historiadores, politólogos y expertos en urbanismo, situó a Byrne como el décimo peor alcalde de una gran ciudad estadounidense entre 1820 y 1993. Cuando la encuesta se limitó únicamente a los alcaldes que ocuparon el cargo después de 1960, Byrne ocupó el cuarto peor puesto.

## Carrera posterior
Byrne volvió a enfrentarse a Washington en las primarias demócratas de 1987, pero fue derrotada por un estrecho margen.
Apoyó a Washington en las elecciones generales, en las que derrotó a dos demócratas que se presentaban bajo banderas de otros partidos (Edward Vrdolyak y Thomas Hynes) y a un republicano.
Al principio de su campaña de 1987, en octubre de 1985, Byrne solicitó un estudio de viabilidad sobre la posibilidad de construir un tercer gran aeropuerto para la ciudad en el emplazamiento de South Works. Poco después, el gobernador James R. Thompson respaldó la idea de planificar de inmediato un tercer gran aeropuerto para Chicago. Este sería uno de los impulsores de los debates y estudios de décadas sobre un tercer gran aeropuerto para la ciudad, incluido el propuesto aeropuerto de los suburbios del sur de Chicago,
Byrne se presentó a las primarias demócratas de 1988 para el cargo de secretario del tribunal de circuito del condado de Cook.
Se enfrentó a la candidata del Partido Demócrata, Aurelia Pucinski (respaldada por el alcalde Washington e hija del entonces concejal Roman Pucinski). Pucinski derrotó a Byrne en las primarias y a Vrdolyak, entonces republicano, en las elecciones generales. La cuarta candidatura de Byrne a la alcaldía se convirtió en una revancha con Daley en las primarias de 1991. Sólo obtuvo el 5,9% de los votos, un lejano tercer puesto tras Daley y el concejal Danny K. Davis.

## Vida privada
En 1956 se casó con William P. Byrne, piloto de los Marines de EE. UU. La pareja tuvo una hija, Katherine C. Byrne (nacida en 1957). El 31 de mayo de 1959, mientras volaba desde la Estación Aérea Cherry Point del Cuerpo de Marines a la Estación Aérea Naval Glenview en un Skyraider, el teniente Byrne intentó aterrizar en medio de una densa niebla. Después de que le indicaran que podía aterrizar dos veces, el ala de su avión golpeó el porche de una casa cercana y el avión se estrelló en el Sunset Memorial Park, causándole la muerte.
Byrne se casó con el periodista Jay McMullen en 1978, y permanecieron casados hasta su muerte por cáncer de pulmón en 1992. Byrne vivió en el mismo edificio de apartamentos desde la década de 1970 hasta su muerte en 2014. Tiene un nieto, Willie. Su hija, Kathy, fallecida en 2024,era abogada en un bufete de Chicago El libro de la alcaldesa Byrne, Mi Chicago (1992), recoge su vida a lo largo de su carrera política. En 2011, Byrne asistió a la toma de posesión del entonces nuevo alcalde de la ciudad, Rahm Emanuel.

## Muerte y Legado

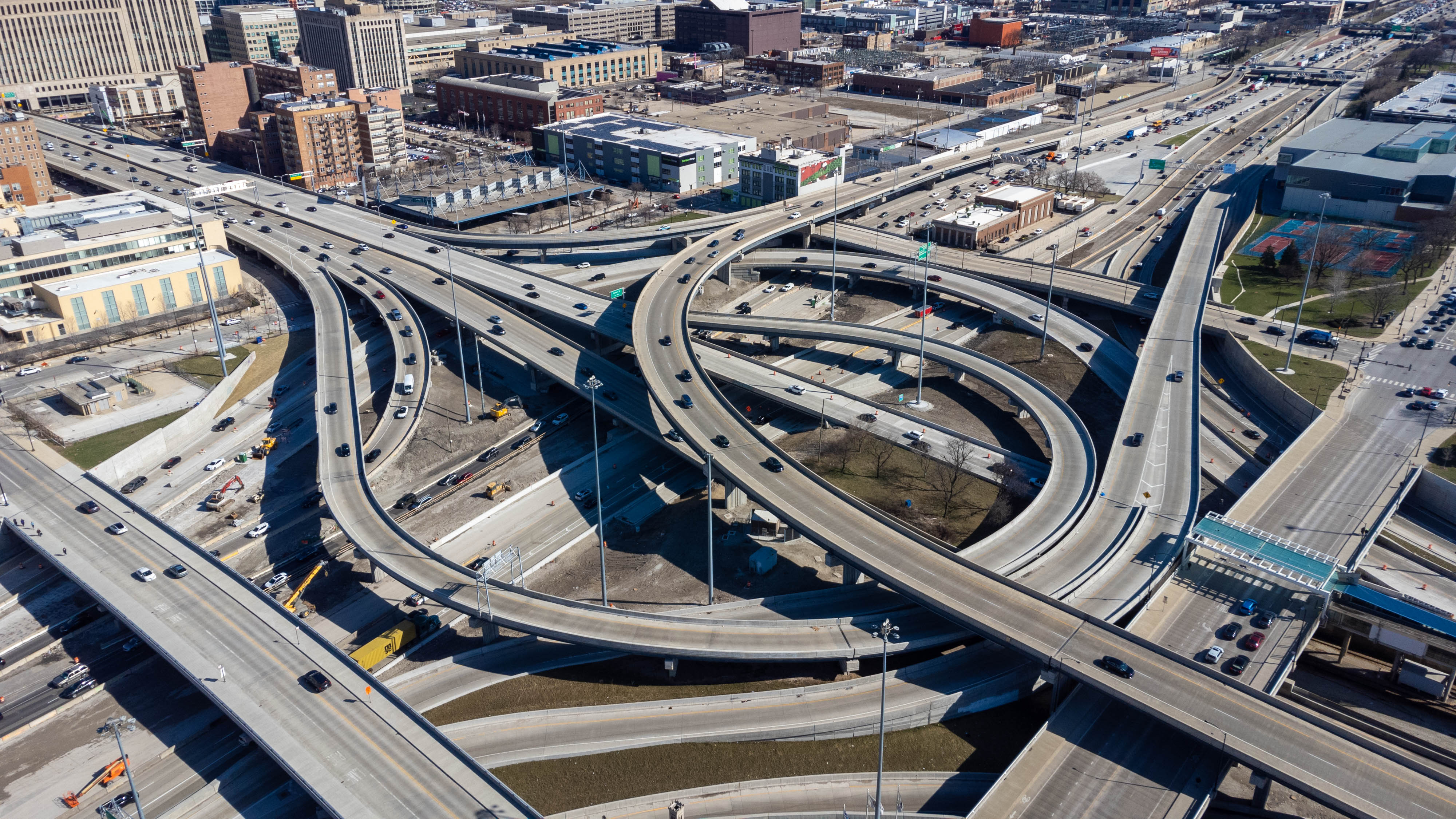
Intercambiador Jane M. Byrne

Byrne había ingresado en cuidados paliativos y falleció el 14 de noviembre de 2014 en Chicago, a los 81 años, por complicaciones de un derrame cerebral que sufrió en enero de 2013. Le sobreviven su hija Katherine y su nieto Willie. Su misa funeral se celebró en la iglesia de San Vicente de Paúl el lunes 17 de noviembre de 2014. Fue enterrada en el cementerio católico Calvary de Evanston, Illinois.
En una ceremonia de dedicación celebrada el 29 de agosto de 2014, el gobernador Pat Quinn rebautizó el Intercambiador Circle de Chicago como Intercambiador Jane Byrne. En julio de 2014, el Ayuntamiento de Chicago votó a favor de rebautizar la plaza que rodea la histórica Torre del Agua de Chicago en North Michigan Avenue como Plaza Jane M. Byrne en su honor.
También se la conoce por acuñar el término "fruitworthy".

## Historia electoral

### Alcalde
1979
| Primarias demócratas a la alcaldía de Chicago en 1979 | Primarias demócratas a la alcaldía de Chicago en 1979 | Primarias demócratas a la alcaldía de Chicago en 1979 | Primarias demócratas a la alcaldía de Chicago en 1979 | Primarias demócratas a la alcaldía de Chicago en 1979 |
| Candidato                                             | Candidato                                             | Votos                                                 | %                                                     |                                                       |
| ----------------------------------------------------- | ----------------------------------------------------- | ----------------------------------------------------- | ----------------------------------------------------- | ----------------------------------------------------- |
|                                                       | Jane Byrne                                            | 412,909                                               | 51.04                                                 |                                                       |
|                                                       | Michael A. Bilandic (titular)                         | 396,194                                               | 48.96                                                 |                                                       |
| Participación                                         | Participación                                         | 809,043                                               |                                                       |                                                       |

| Partido       | Partido                                | Candidato          | Votos   | %     |
| ------------- | -------------------------------------- | ------------------ | ------- | ----- |
|               | 'Democrático'                          | Jane Byrne         | 700,874 | 82.05 |
|               | Republicano                            | Wallace D. Johnson | 137,663 | 16.12 |
|               | Partido Socialista de los Trabajadores | Andrew Pulley      | 15,625  | 1.83  |
| Participación | Participación                          | Participación      | 854,162 | 61    |

1983
| Primarias demócratas a la alcaldía de Chicago en 1983 | Primarias demócratas a la alcaldía de Chicago en 1983 | Primarias demócratas a la alcaldía de Chicago en 1983 | Primarias demócratas a la alcaldía de Chicago en 1983 | Primarias demócratas a la alcaldía de Chicago en 1983 |
| ----------------------------------------------------- | ----------------------------------------------------- | ----------------------------------------------------- | ----------------------------------------------------- | ----------------------------------------------------- |
| Candidato                                             | Candidato                                             | Votos                                                 | %                                                     |                                                       |
|                                                       | Harold Washington                                     | 424,324                                               | 36.28                                                 |                                                       |
|                                                       | Jane Byrne (titular)                                  | 393,500                                               | 33.64                                                 |                                                       |
|                                                       | Richard M. Daley                                      | 346,835                                               | 29.65                                                 |                                                       |
|                                                       | Frank R. Ranallo                                      | 2,367                                                 | 0.20                                                  |                                                       |
|                                                       | William Markowski                                     | 1,412                                                 | 0.12                                                  |                                                       |
|                                                       | Sheila Jones                                          | 1,285                                                 | 0.11                                                  |                                                       |
| Participación                                         | Participación                                         | 1,169,723                                             |                                                       |                                                       |

1987
| 1987 Primarias demócratas a la alcaldía de Chicago | 1987 Primarias demócratas a la alcaldía de Chicago | 1987 Primarias demócratas a la alcaldía de Chicago | 1987 Primarias demócratas a la alcaldía de Chicago | 1987 Primarias demócratas a la alcaldía de Chicago |
| Candidato                                          | Candidato                                          | Votos                                              | %                                                  |                                                    |
| -------------------------------------------------- | -------------------------------------------------- | -------------------------------------------------- | -------------------------------------------------- | -------------------------------------------------- |
|                                                    | Harold Washington (titular)                        | 586,841                                            | 53.50                                              |                                                    |
|                                                    | Jane Byrne                                         | 507,603                                            | 46.27                                              |                                                    |
|                                                    | Sheila Jones                                       | 2,549                                              | 0.23                                               |                                                    |
| Participación                                      | Participación                                      | 1,096,993                                          |                                                    |                                                    |

1991
| Partido       | Partido       | Candidato                  | Votos   | %     |
| ------------- | ------------- | -------------------------- | ------- | ----- |
|               | 'Democrático' | Richard M. Daley (titular) | 408,418 | 69.47 |
|               | Democrático   | Danny K. Davis             | 199,408 | 33.92 |
|               | Democrático   | Jane M. Byrne              | 38,216  | 6.50  |
|               | Democrático   | Sheila A. Jones            | 2,146   | 0.37  |
| Participación | Participación | Participación              | 587,923 |       |

### Secretario del Tribunal de Circuito del Condado de Cook
| Partido       | Partido       | Candidato              | Votos   | %     |
| ------------- | ------------- | ---------------------- | ------- | ----- |
|               | 'Democrático' | Aurelia Marie Pucinski | 407,958 | 51.96 |
|               | Democrático   | Jane M. Byrne          | 296,298 | 37.74 |
|               | Democrático   | Thomas S. Fuller       | 60,863  | 7.75  |
|               | Democrático   | Janice A. Hart         | 20,061  | 2.55  |
| Participación | Participación | Participación          | 785,180 | 28.97 |